# Богородицкий, Пётр Владимирович
Пётр Влади́мирович Богоро́дицкий (21 марта 1928 году, Пушкино — 10 марта 2009, Пушкино) — юный герой Великой Отечественной войны, юнга боевых кораблей Балтийского флота, ихтиолог, участник кругосветных экспедиций, директор института и начальник отдела науки Минрыбхоза СССР.

## Биография
Родился 21 марта 1928 года в городе Пушкино Московской области. В 1943 году, обучаясь в седьмом классе, в возрасте пятнадцати лет, принял решение подать заявление в Наркомат Военно — Морского Флота. Был принят во второй набор в Соловецкую школу юнг Северного флота. В 1944 году завершив обучение в школе юнг, был направлен служить на Балтийский флот. Службу проходил в составе 9 дивизиона второй бригады тральщиков ЮБФ на боевом корабле. Прошел боевой путь от Ленинграда до Штеттина.
После окончания войны, уволился с военной службы. Получил высшее образование, окончив Биологический факультет Московского государственного университета, по специальности — научный работник в области биологических наук, преподаватель.
Трудовую деятельность начал в 1949 году, стал работать лаборантом Амурской ихтиологической экспедиции МГУ — МРХ СССР. Позже стал трудиться в должности старшего лаборанта, затем был младшим научным сотрудником, старшим научным сотрудником. Был назначен начальником Амурской экспедиции по акклиматизации растительноядных рыб (толстолобик и белый амур) в водоемах Европейской части СССР, Северного Кавказа и Средней Азии. Рыба была завезена в водоёмы этого региона и естественным путём дала потомство. Благодаря такому научному подходу, в 1963-1964 годах был получен один миллион центнеров ценных рыб. 
Обучался в Высшей партийной школе при МК КПСС, получил соответствующий диплом. После продолжил обучение на вечернем отделении в центральном научно—исследовательском институте информации и технико—экономических исследований рыбного хозяйства. Приобрёл специальность - «экономист рыбной промышленности». Учился заочно в аспирантуре.
Работая в системе министерства, трудился на различных должностях: инженер, старший инженер, заместитель начальника управления Центррыбвода, заведующий лабораторией, директор института и начальник отдела науки Минрыбхоза СССР.
Участник многих подводных ихтиологических исследований. Принимал участие в двух кругосветных путешествиях.
Активно занимался общественной нагрузкой. Был заместителем председателя Московского совета юнг. Являлся ветераном Карельского фронта, Краснознаменного Северного флота и дважды Краснознаменного Балтийского флота.
Проживал в Пушкине Московской области. Умер 10 марта 2009 года. 

## Награды
- Орден Отечественной войны 1 степени
- Медаль Ушакова (СССР)
- Медаль «За победу над Германией в Великой Отечественной войне 1941—1945 гг.»
- другие медали.